# 10046 Крейґтон
10046 Крейґтон (10046 Creighton) — астероїд головного поясу, відкритий 2 травня 1986 року.
Тіссеранів параметр щодо Юпітера — 3,513.